# Ateuchus tenebrosum
Ateuchus tenebrosum là một loài bọ cánh cứng trong họ Bọ hung (Scarabaeidae).